# Mesotrosta asignalis
Mesotrosta asignalis là một loài bướm đêm trong họ Noctuidae.